# ICC Intercontinental Cup 2011-13
L'ICC Intercontinental Cup 2011-13 è stata la sesta edizione del torneo mondiale di First Class cricket per nazioni prive del test status.. si è disputata dal 21 giugno 2011 al 14 dicembre 2013. Al torneo hanno preso parte otto squadre ella vittoria finale è andata per la quarta volta alla selezione irlandese, che ha sconfitto in finale quella afghana.

## Formula
Nel girone all'italiana iniziale ogni squadra poteva conquistare i seguenti punti:
- Win (Vittoria) – 14 punti
- Draw (Patta). Se con più di 10 ore di gioco perse – 7 punti, altrimenti 3 punti
- First Innings leader (essere in testa al termine del primo innings)– 6 punti (indipendentemente dal risultato finale)
- Abandoned without a ball played (partita non disputata) – 10 punti.

## Fase a gironi

### Classifica
| Team                | Pld | W | L | T | D | FI | A | Pts | Q      |
| ------------------- | --- | - | - | - | - | -- | - | --- | ------ |
| Irlanda             | 7   | 5 | 0 | 0 | 2 | 6  | 0 | 116 | +1.891 |
| Afghanistan         | 7   | 5 | 0 | 0 | 2 | 4  | 0 | 104 | +1.228 |
| Scozia              | 7   | 2 | 2 | 0 | 2 | 3  | 1 | 66  | +0.934 |
| Emirati Arabi Uniti | 7   | 2 | 1 | 0 | 4 | 2  | 0 | 60  | +0.942 |
| Namibia             | 7   | 3 | 3 | 0 | 1 | 2  | 0 | 57  | +0.958 |
| Canada              | 7   | 1 | 4 | 0 | 1 | 2  | 1 | 43  | +0.856 |
| Kenya               | 7   | 1 | 5 | 0 | 0 | 3  | 1 | 42  | +0.720 |
| Paesi Bassi         | 7   | 0 | 4 | 0 | 2 | 2  | 1 | 36  | +0.761 |

## Finale
| Data                | Luogo                                                 | In battuta (nel I innings)                | Al lancio (nel I innings)                       | Risultato             |
| ------------------- | ----------------------------------------------------- | ----------------------------------------- | ----------------------------------------------- | --------------------- |
| 10-14 dicembre 2013 | ICC Global Cricket Academy Dubai, Emirati Arabi Uniti | Irlanda 187 (61 overs) e 341 (95.1 overs) | Afghanistan 182 (77.5 overs) e 224 (94.5 overs) | IRL vince di 122 runs |